# Conny Winiwarter

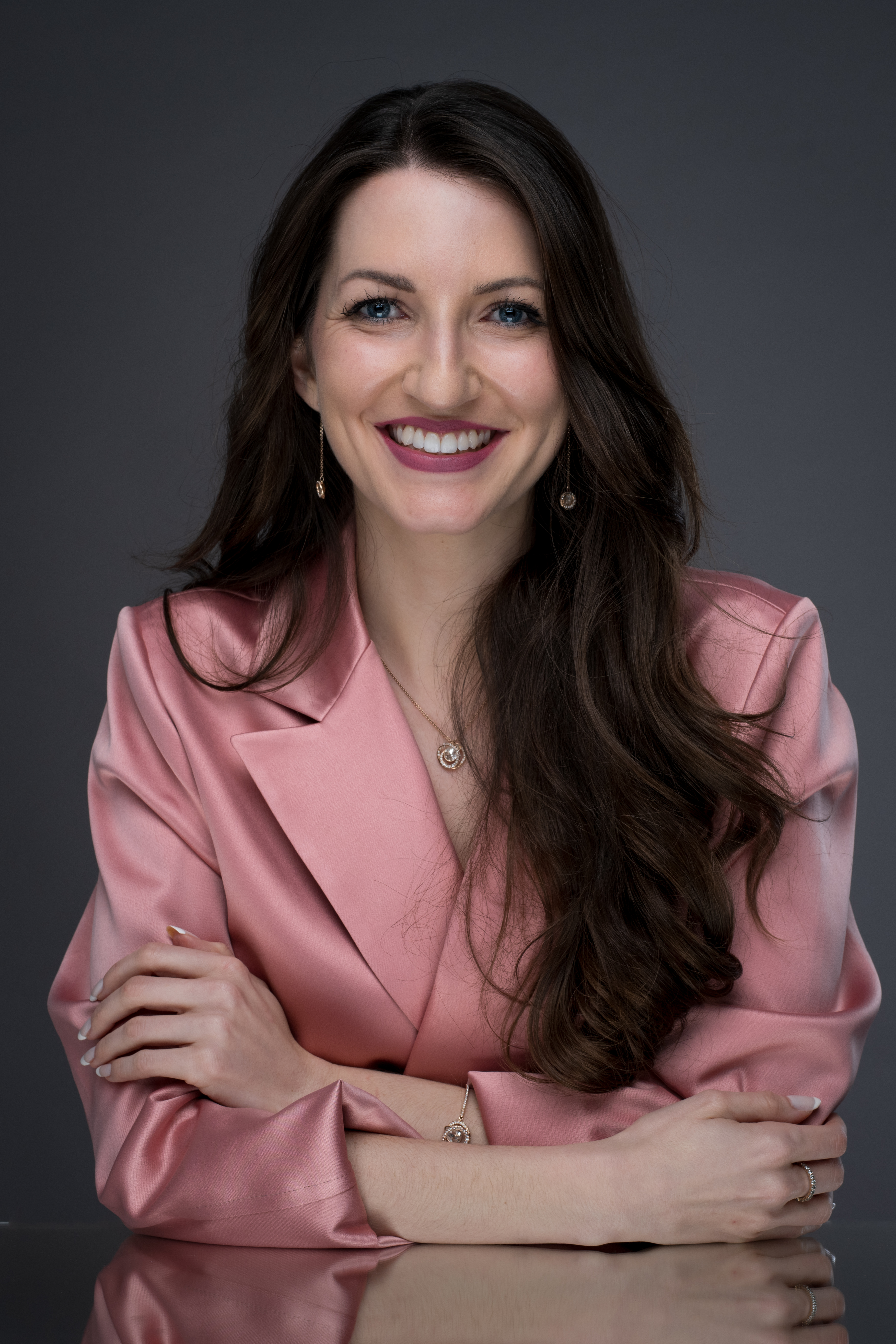
Conny Winiwarter

Conny Winiwarter (* 11. August 1995 in Stockerau) ist eine österreichische Fernseh- und Eventmoderatorin, Journalistin und Sprecherin.

## Leben
Winiwarter wuchs in der Marktgemeinde Stratzing in Niederösterreich auf. Sie lernte in der Kindheit Querflöte, nahm an Musikwettbewerben wie Prima la musica teil und erspielte bei diesen Preise.
2013 absolvierte sie die Matura an der Mary-Ward-Privatoberstufe in Krems an der Donau. Danach studierte sie das Lehramt für Volksschulen an der Kirchlichen Pädagogischen Hochschule Wien/Krems und schloss 2016 mit dem Bachelor of Education ab. 2018 begann sie ein Studium für Instrumental- und Gesangspädagogik mit dem Hauptfach Querflöte an der Universität für Musik und darstellende Kunst Wien. Es folgte ein berufsbegleitendes Masterstudium PR- und Kommunikationsmanagement an der Fachhochschule St. Pölten, das sie 2022 mit dem Master of Science mit Auszeichnung abschloss.
Nach  drei Jahren im pädagogischen Dienst arbeitete Winiwarter ab 2019 bei einer Wiener PR-Agentur als Consultant. 2022 begann sie bei dem Sender eXXpress-TV, wo sie als Live-Reporterin und Moderatorin der Abendsendung eingesetzt wurde. Sechs Monate später wechselte sie zur Kronen Zeitung, wo sie als News-Anchor-Woman und TV-Journalistin für den Sender krone.tv arbeitete. Dort moderierte sie die tägliche Live-Morgensendung „KroneLIVE“ und führte mehr als 250 Live-Interviews.
Neben ihren Fernsehauftritten ist Winiwarter als Eventmoderatorin im Einsatz, unter anderem im Bundeskanzleramt. Seit April 2024 arbeitet sie als selbstständige TV- und Event-Moderatorin, Journalistin und Sprecherin. Sie nimmt weiterhin mit der Querflöte an Musikbewerben teil.
Winiwarter lebt in Wien.